# Coremiocnemis brachyramosa
Coremiocnemis brachyramosa là một loài nhện trong họ Theraphosidae.
Loài này thuộc chi Coremiocnemis. Coremiocnemis brachyramosa được West và Nunn miêu tả năm 2010.